# Z с ретрофлексным крюком
ʐ (Z с ретрофлексным крюком) — буква расширенной латиницы, символ МФА.

## Использование
Известно, что к 1921 году использовалась буква Z с крюком слева, являющаяся прототипом ʐ; в МФА официальным символом для обозначаемого ей звука на тот момент был ẓ. В нынешней форме была введена в МФА в 1927 году наряду с другими буквами с ретрофлексным крюком и с тех пор не менялась. На данный момент буква используется в МФА для обозначения звонкого ретрофлексного сибилянта.
В расширениях для МФА также используется надстрочная форма буквы — ᶼ.